# Catedral de San Erasmo (Cervione)
La catedral de San Erasmo de Cervione o simplemente catedral de Cervione (en francés: Cathédrale Saint-Érasme de Cervione) es una catedral de Francia del siglo XVIII, levantada en la ciudad de Cervione en el Alta Córcega.
Fue construida durante la primera mitad del siglo XVIII y durante el siglo XIX por Boni (un albañil), Francesco Giavarini (pintor) y Giordani (pintor). Esta protegida bajo la clasificación de monumento histórico desde el 27 de junio de 1928.
Este edificio fue reconstruido entre 1714 y 1745 en el sitio de la alta catedral desde finales de 1578, durante el episcopado de monseñor Alexandre Sauli, bajo la dedicación a San Erasmo, San Pedro y San Pablo, se menciona registros de 1770.
Restaurada en el primer cuarto del siglo XIX y adornada en 1828 con una decoración pintada ejecutada por los pintores Giavarini y Giordani, desde 1858 se benefició de una importante campaña de restauración que se caracteriza principalmente por la reconstrucción de la cúpula que se derrumbó en 1855.
El coro se revisa parcialmente en 1896. Durante el siglo XX, la catedral es sometida a nuevos trabajos de reparación.

## Véase también

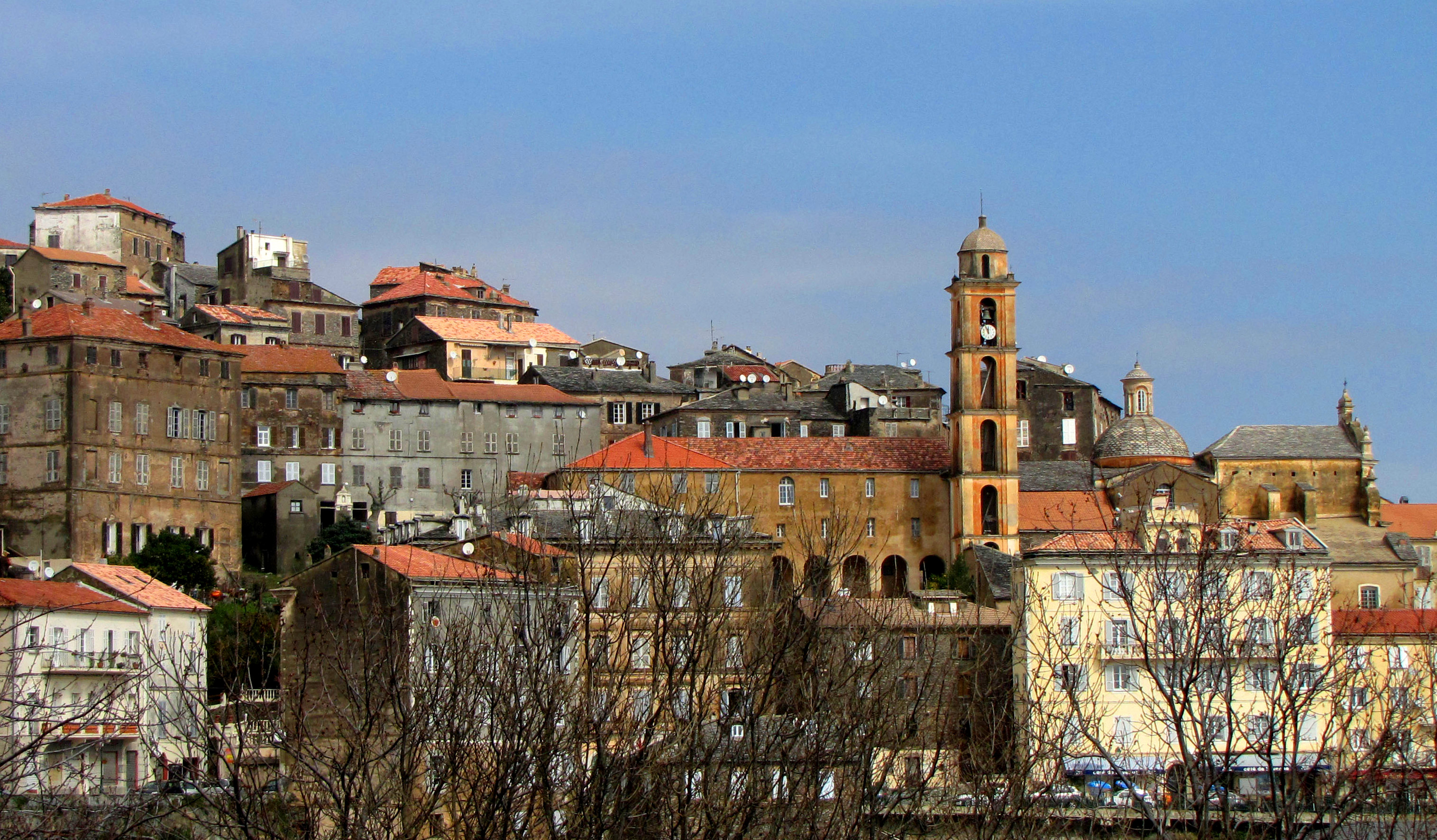
Vista de la Iglesia junto con la ciudad de Cervione